# Hallesche Wohnungsgesellschaft
Die Hallesche Wohnungsgesellschaft mbH – kurz HWG – ist eine kommunale Wohnungsgesellschaft mit Sitz in Halle, welche mit etwa 17.800 Wohnungen (Stand 2017) die größte Vermieterin der Stadt ist. Alleinige Gesellschafterin ist seit 1992 die Stadt Halle.

## Unternehmen
Unternehmensgegenstand ist laut Eintrag im Handelsregister (Amtsgericht Stendal, HRB 204481) die „Errichtung, Betreuung, Bewirtschaftung und Verwaltung von Bauten in allen Rechts- und Nutzungsformen, darunter Eigenheime und Eigentumswohnungen“. Im Jahr 2017 erwirtschaftete die GmbH mit 225 Angestellten (5 Auszubildende, Frauenquote im Management: 29 %) bei einer Bilanzsumme von 618,5 Millionen Euro einen Jahresumsatz von 89,2 Millionen Euro und einen Jahresüberschuss von 20,6 Millionen Euro.

## Geschichte
Die Ursprünge der HWG gehen auf die am 19. April 1922 gegründete Kleinwohnungsbau AG zurück, deren Häuser ab 1951 mit den städtischen Gebäuden der Grundeigentumsverwaltung, Rat der Stadt, im Kommunalen Wirtschaftsunternehmen der Landeshauptstadt Halle (des von 1947 bis 1952 bestehenden Teilstaates Sachsen-Anhalt), Grundbesitzabteilung Kleinwohnungsbau, aufgingen. Über den VEB (K) Haus- und Grundbesitz und den VEB Kommunale Wohnungsverwaltung (KWV, ab 1961) entwickelte sich daraus der 1971 geschaffene VEB Gebäudewirtschaft Halle mit Verwaltungssitz in der Reilstraße 54. Dieser wurde noch vor der Wiedervereinigung am 30. Juni 1990 in die Hallesche Wohnungs- und Grundbesitz AG umgewandelt, welche ihrerseits im August 1992 in die heutige Hallesche Wohnungsgesellschaft mbH umfirmiert wurde.